# سباستین ویرا
سباستین ویرا (اسپانیایی: Sebastián Viera‎؛ زادهٔ ۷ مارس ۱۹۸۳) بازیکن فوتبال اهل اروگوئه است.
از باشگاه‌هایی که در آن بازی کرده‌است می‌توان به باشگاه فوتبال ناسیونال (اروگوئه)، باشگاه فوتبال لاریسا، باشگاه ورزشی اتلتیکو جونیور، و باشگاه فوتبال ویارئال اشاره کرد.
وی همچنین در تیم ملی فوتبال اروگوئه بازی کرده‌است.